# The Scapegoat (film, 1912)
Pour plus de détails, voir Fiche technique et Distribution.
The Scapegoat est un film muet américain réalisé par Otis Thayer et sorti en 1912.

## Fiche technique
- Titre : The Scapegoat
- Réalisation : Otis Thayer
- Scénario : Otis Thayer
- Producteur :  William Selig
- Société de production : Selig Polyscope Company
- Société de distribution : General Film Company
- Pays d'origine :  États-Unis
- Langue : film muet avec les intertitres en anglais
- Format : Noir et blanc — 35 mm — 1,33:1 — Muet
- Genre : Film d'aventure
- Durée : 10 minutes
  -  États-Unis :30 janvier 1912

## Distribution
- Tom Mix : Tom Mason
- C. Perry : Harry Mason
- Frank Carroll : Mr Mason
- Florence Dye : Alice Mason
- William Duncan : Jack Wright
- Olive Mix : Rose Wright
- Myrtle Stedman : Nellie Wright
- Kenneth Langley : Jim Woods